# Родцевич-Плотницкий, Леонтий Леонтьевич
Лео́нтий Лео́нтьевич Родце́вич-Плотни́цкий (23 июня (5 июля) 1877 — 6 июля 1959) — русский офицер Генерального штаба, генерал-майор (1917), участник Русско-японской, Первой мировой и гражданской войн, Георгиевский кавалер (1917), белоэмигрант.

## Биография
Из потомственных дворян Минской губернии, уроженец Седлецкой губернии Царства Польского. Православного вероисповедания.
Общее образование получил в Императорской Николаевской Царскосельской гимназии.
В сентябре 1896 года вступил в военную службу и 01.10.1896 был зачислен юнкером в Константиновское артиллерийское училище, по окончании трёхлетнего курса которого по 1-му разряду, в августе 1899 года был произведен в подпоручики, зачислен по полевой пешей артиллерии и прикомандирован к Гвардейской запасной пешей батарее, расквартированной в городе Павловске (в августе следующего года был переведен в ту же батарею подпоручиком). В декабре 1903 года, за выслугу лет, произведен в поручики.
Окончив к весне 1905 года учебный курс 2-х классов Николаевской академии Генерального штаба по 1-му разряду и дополнительный курс той же Академии «успешно», за отличные успехи в науках в мае 1905 года был произведен в штабс-капитаны, причислен к Генеральному штабу и командирован в войска действующей армии, — принимал участие в военных действиях русско-японской войны на завершающем её этапе. За отличия в делах против японцев был удостоен Аннинского оружия с надписью «За храбрость».
С ноября 1905 года был прикомандирован на два года к Лейб-гвардии Московскому полку (Санкт-Петербург) для прохождения цензового командования ротой.
В апреле 1908 года Гвардейской запасной пешей батареи штабс-капитан Родцевич-Плотницкий был переведен в Генеральный штаб капитаном, с назначением старшим адъютантом штаба 2-й гвардейской кавалерийской дивизии (Санкт-Петербург).
В марте 1912 года был назначен исправляющим должность штаб-офицера для поручений при штабе 18-го армейского корпуса (Санкт-Петербург) и в том же месяце произведен в Генерального штаба подполковники, с утверждением в занимаемой должности. На июнь 1914 года — был разведён, имел троих детей: сына (25.12.1904 года рождения) и двух дочерей (17.08.1903 и 24.08.1906 годов рождения).
Участник Первой мировой войны. В декабре 1914 года был произведен в Генерального штаба полковники.
В мае 1915 года штаб-офицер для поручений при штабе 18-го армейского корпуса полковник Родцевич-Плотницкий был назначен исправляющим должность начальника штаба 37-й пехотной дивизии, а в декабре того же 1915 года назначен командиром 11-го пехотного Псковского полка 3-й пехотной дивизии (числился по армейской пехоте).
В феврале 1917 года был назначен на должность начальника штаба 12-й Сибирской стрелковой дивизии, с переводом в Генеральный штаб.
20 мая 1917 года Родцевич-Плотницкий произведен в генерал-майоры; в июне того же года назначен начальником штаба 1-го гвардейского корпуса, а в июле того же 1917 года — командующим 5-й пограничной Заамурской пехотной дивизией, с зачислением по армейской пехоте.
С 30 сентября 1917 года генерал-майор Родцевич-Плотницкий — в резерве чинов при штабе Петроградского военного округа.

### Гражданская война и эмиграция
После Октябрьской революции в Петрограде и распада Российской империи Леонтий Родцевич-Плотницкий перебрался из Советской России на Украину  и в мае 1918 года вступил в службу в армию Украинской державы (имел чин генерального хорунжего). Одновременно с ноября 1918 года состоял (числился в резерве) в Киевском центре Добровольческой армии.
После прихода к власти Директории УНР был назначен правительством УНР в состав украинского консульства в Батуме (Грузия). Одновременно числился в Добровольческой армии. По некоторым данным, в 1919 году прослужил 10 дней в Красной армии. 25.07.1919 был осужден белогвардейцами, с лишением чинов и дворянства.
В марте 1921 года, в связи с наступлением Красной армии, выехал из Грузии в Константинополь и был там сотрудником посольства УНР в Турции. Вскоре эмигрировал во Францию.
Умер 6 июля 1959 года в Мёдоне (Франция).

## Награды
- Орден Святой Анны 4-й степени с надписью «За храбрость» (1905; утв. ВП 05.10.1906), — «…за отличия в делах против японцев»
- Медаль «В память русско-японской войны» (1906)
- Орден Святого Станислава 3-й степени (ВП 06.12.1908)
- Орден Святой Анны 3-й степени (ВП 06.12.1911)
- Медаль «В память 300-летия царствования Дома Романовых» (1913)
- Орден Святого Станислава 2-й степени  (ВП 06.12.1913)
- Орден Святой Анны 2-й степени с мечами (06.12.1914; ВП 21.12.1914)
  - Мечи к имеющемуся ордену Святого Станислава 2-й степени (ВП 28.01.1915)
- Орден Святого Владимира 4-й степени с мечами и бантом (ВП 15.03.1915)
  - Мечи и бант к имеющемуся ордену Святого Станислава 3-й степени (утв. ВП 08.12.1915)
- Орден Святого Владимира 3-й степени с мечами (ВП 27.01.1917)
- Орден Святого Георгия 4-й степени (24.09.1916; утв. ПАФ 04.04.1917), — …за то, что, будучи командиром 11-го пехотного Псковского Генерал-Фельдмаршала Князя Кутузова-Смоленского полка, в бою 12-го июля 1916 года у м. Радзивилов, лично командуя средним боевым участком дивизии, находясь под сильным и действительным огнём, несмотря на сильное сопротивление, захватил две линии укреплённых позиции противника и удержал их, чем помог своим соседям справа и слева овладеть окопами противника. В бою 14-го июля на том же участке, несмотря на упорное сопротивление противника, вновь прорвал его фронт и, преследуя его, заставил начать свой отход перед соседними частями, а затем и очистить гор. Броды.[18]